# Cassio Dionisio
Cassio Dionisio (Utica, ... – ...; fl. II-I secolo a.C.) è stato uno scrittore greco antico di agricoltura del II-I secolo a.C.

## Biografia
Il nome, Cassio,  era latino mentre il cognome, Dionisio, era greco. La sua opera principale fu tradurre dal punico in greco l'opera sull'agricoltura di Magone il Cartaginese. Cassio Dionisio fu infatti l'esponente di quella serie di eruditi che padroneggiavano più lingue, e formarono la nuova cultura del bacino del Mediterraneo. 
Cassio Dionisio diede all'opera, in 20 libri, il nome di Georgika ("De Agricultura") e la dedicò nell'89 a.C. al pretore Sestilio.
La sua opera fu spesso citata da Columella, da Plinio il Vecchio e da Varrone e influenzò la compilazione in epoca bizantina della Geoponica.